# Tour de l'Horloge de Padoue
Pour les articles homonymes, voir Tour de l'Horloge.
La Tour de l'Horloge est un bâtiment d'origine médiévale qui surplombe la Piazza dei Signori à Padoue. Il se dresse entre le Palazzo del Capitanio et le Palazzo dei Camerlenghi. La tour a été construite dans la première moitié du XIVe siècle comme porte orientale du Palais Carrares. En 1428, elle fut surélevée et ornée dans le style gothique et équipée de la célèbre horloge astronomique. En 1531, le grand arc de triomphe a été ajouté à la base, sur un projet de Giovanni Maria Falconetto.

## La tour
La construction remonte à la première moitié du XIVe siècle, lorsqu'elle servait d'entrée fortifiée à l'est du palais Carrarese, mais son aspect actuel est dû aux travaux entrepris à partir de 1426 par Capitanio Bartolomeo Morosini et conclus avec l'inauguration de la horloge de la fête de Sant ' Antonio de 1437.

## L'arc de triomphe

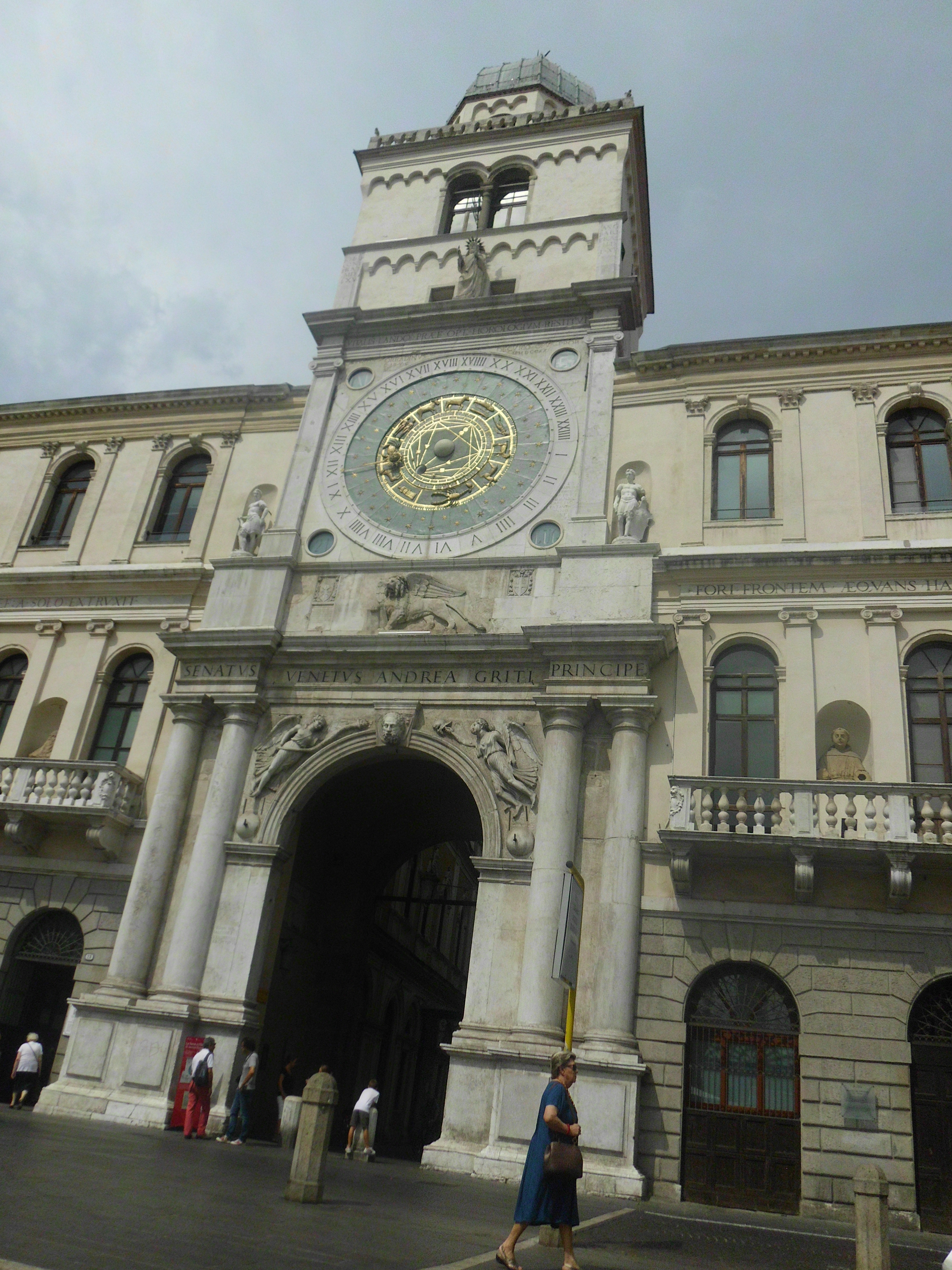
L'arc de triomphe de Giovanni Maria Falconetto

Œuvre de Giovanni Maria Falconetto, l'arc de triomphe était adossé à la tour dans le but de monumentaliser la place - à l'époque utilisée pour les cérémonies civiques solennelles et les tournois - et l'accès à la Corte del Capitanio. Construit en 1531, l'arc a été conçu sur les nouveautés architecturales romaines actualisées du début du XVIe siècle, dans la veine de Bramante, Baldassarre Peruzzi et Giulio Romano, proposant une construction entièrement nouvelle dans la Vénétie de l'époque, exempte du décorativisme architectural lombard et préfigurant le classicisme d'Andrea Palladio. La référence évidente aux arcs de triomphe romains antiques (en particulier l'Arc des Sergius à Pula) selon l'ordre dorique, la base et l'entablement avec l'inscription hiératique à la mémoire du Sénat vénitien et du Doge Andrea Gritti, dialogue avec les deux victoires ailées et le lion de Saint-Marc (reconstruit après les dégâts de guerre de l'époque napoléonienne). Sur l'entablement reposent deux statues représentant deux hommes armés à l'ancienne tenant les armes d'Andrea Gritti. Sur le côté de l'arc quelques inscriptions rappellent Vitale Lando et Giovanni Maria Falconetto lui-même (IO.annes MA.ria FALCONETVS VERONENSIS ARCHITETVS F.ecit).

## L'horloge astronomique
L'horloge astronomique qui domine la place est la plus ancienne machine de ce type conservée au monde, et d'un diamètre de 5,6 m est aussi l'une des plus grandes ; c'est la reconstruction du mécanisme original placé sur la tour de la porte sud de la Reggia Carrarese, construit sur le projet extraordinaire de Jacopo Dondi en 1344 et endommagé par un incendie qui a éclaté en raison des escarmouches du prince Francesco Novello contre les Visconti. Les signes originaux du zodiaque de cet ancien instrument du XIVe siècle sont conservés, réutilisés par Matteo Novello et Giovanni et Gian Pietro delle Caldiere pour la construction de l'actuel, achevé en 1436. La charpente, caractérisée par des pilastres ioniques, est due à Giovanni Maria Falconetto qui a restauré la façade de la tour commandée par Vitale Lando en 1537.
Le précieux mécanisme - qui a souffert de restaurations et d'agrandissements au cours des siècles - est logé au troisième étage de la tour, soutenu par un château en bois et protégé par une imposante armoire.
La popularité de l'horloge astronomique, première à être fabriquée en Italie, deuxième au monde, était telle que le terme « dell'Orologio » fut ajouté aux descendants de Jacopo Dondi. Certains descendants de la famille résident toujours à Padoue.
L'horloge s'est remise à fonctionner en juin 2010 après un travail de restauration minutieux qui a impliqué à la fois la structure architecturale de la tour et les mécanismes de l'horloge actuelle. La tour avec le mécanisme de l'horloge est ouverte au public pour des visites guidées tous les vendredis et samedis de chaque mois de 9 h 30 à 11 h 45.

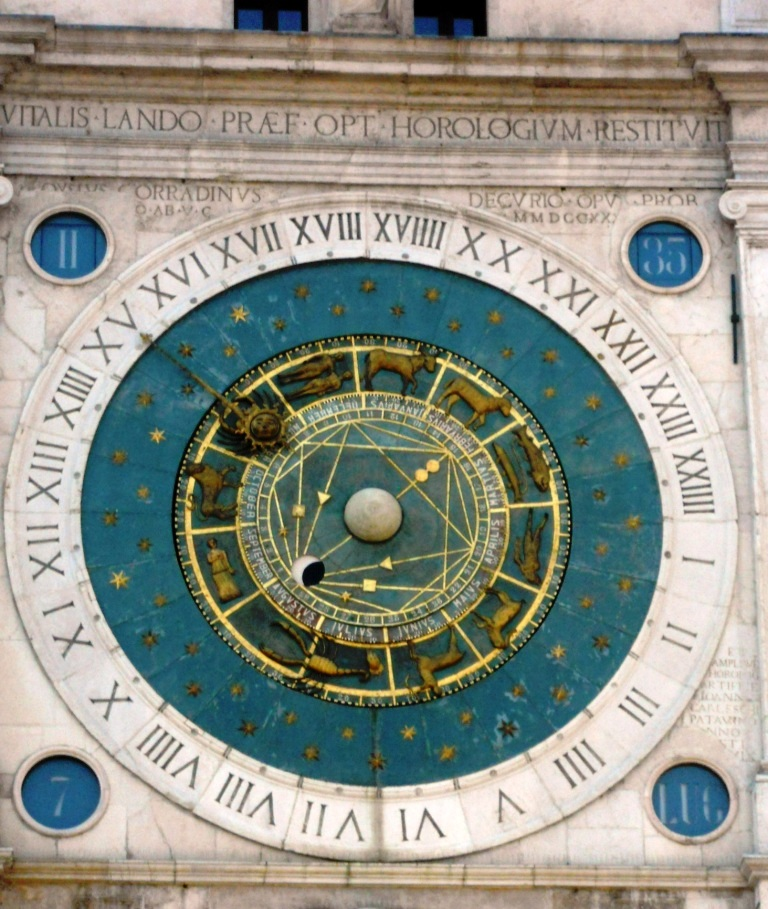
L'horloge astronomique.
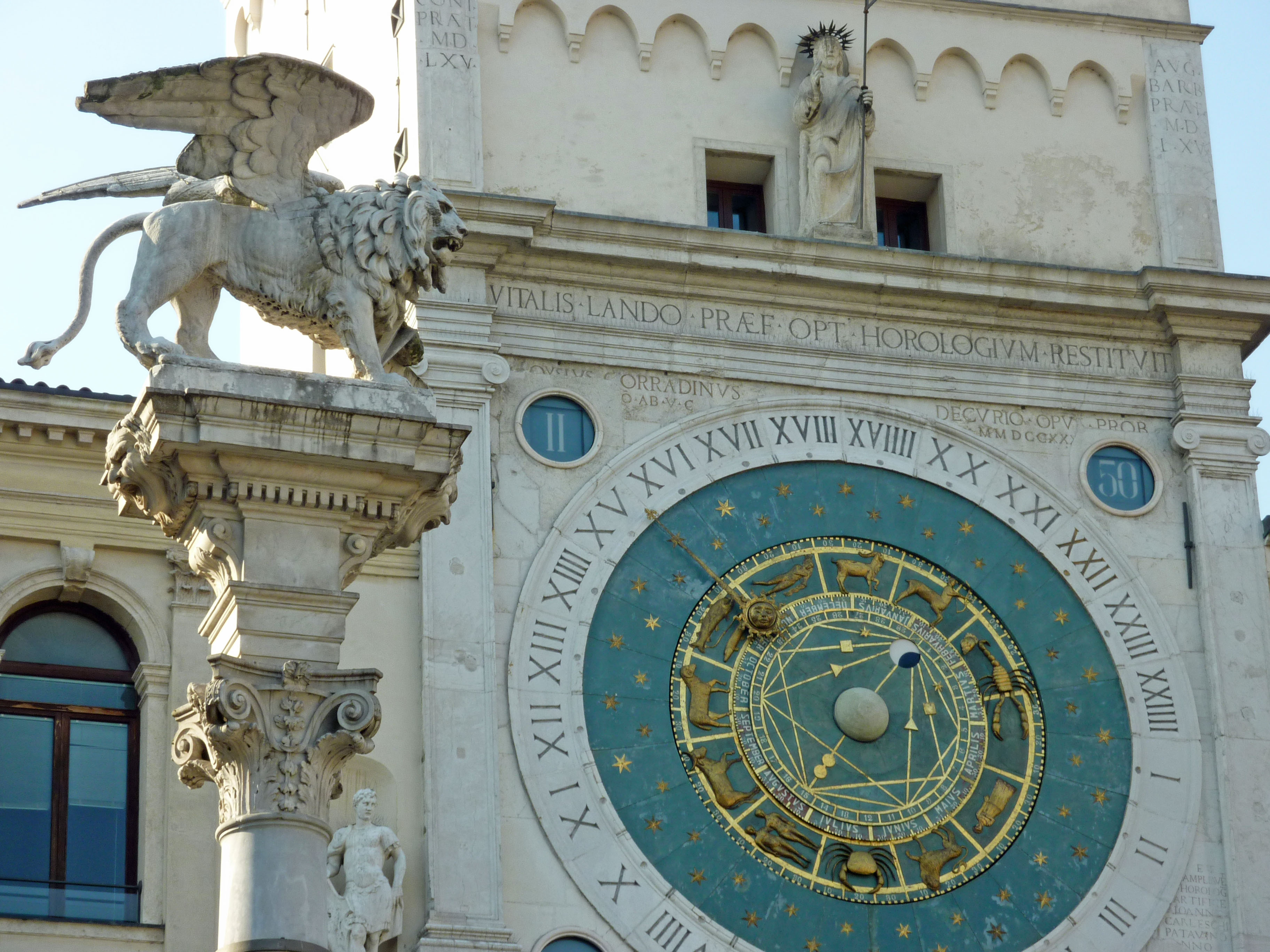
Détail de l'horloge et du lion de Saint-Marc, signe de fidélité à la Sérénissime.
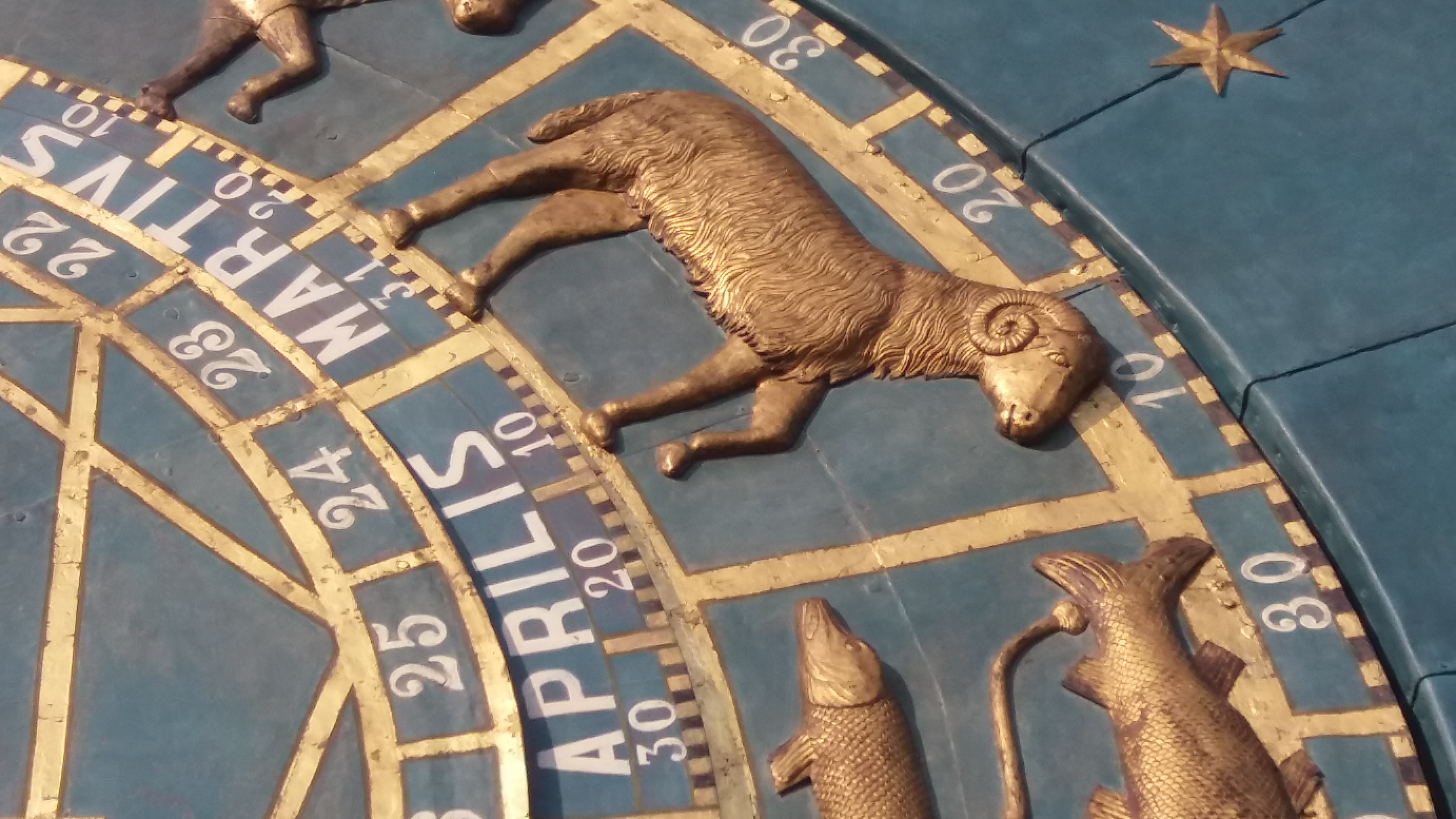
Détail du cadran de l'Horloge de Padoue.

## Citation
« è una bellissima torre coperta di piombo, nella quale è quello artificiosissimo horologio, il quale oltre il battere, e il mostrar dell'hore, mostra il giorno del mese, il corso del Sole nelli dodeci segni del Zodiaco, li giorni della luna, gli aspetti d'essa col sole, & il suo crescere, e scemare. Fu inventore di questa opera mirabile Giovanni Dondio nobile Padovano Medico, & Astrologo celebratissimo, la cui famiglia poi per questo meraviglioso orologio cominciò a esser chiamata orologia »

— Angelo Portenari, Della Felicità di Padova, 1623